# 進行
進行（しんこう）には、以下の語義がある。

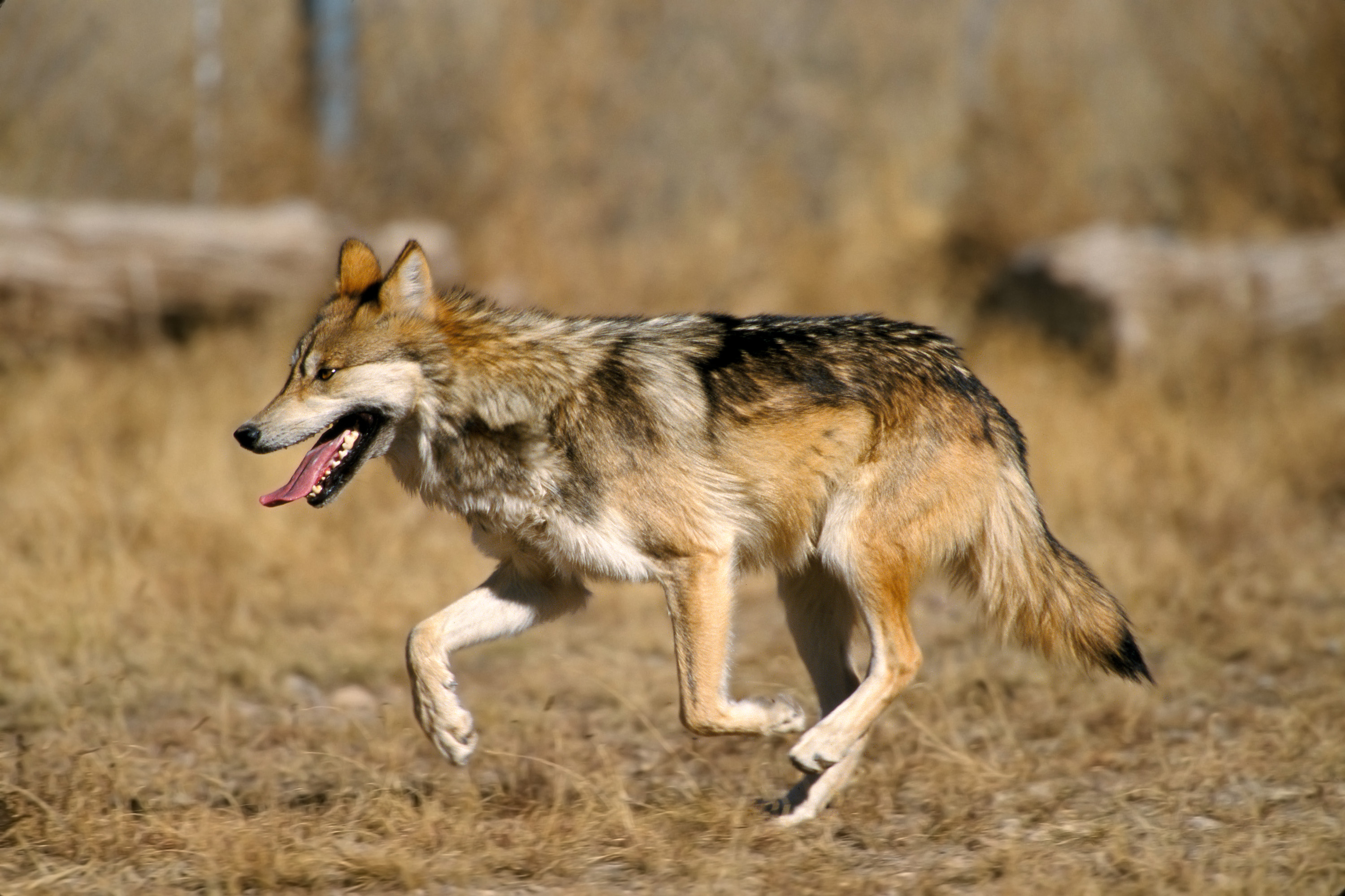
語義1　前へ進む。ある場所に向かって移動する。
画像は走るメキシコオオカミ。

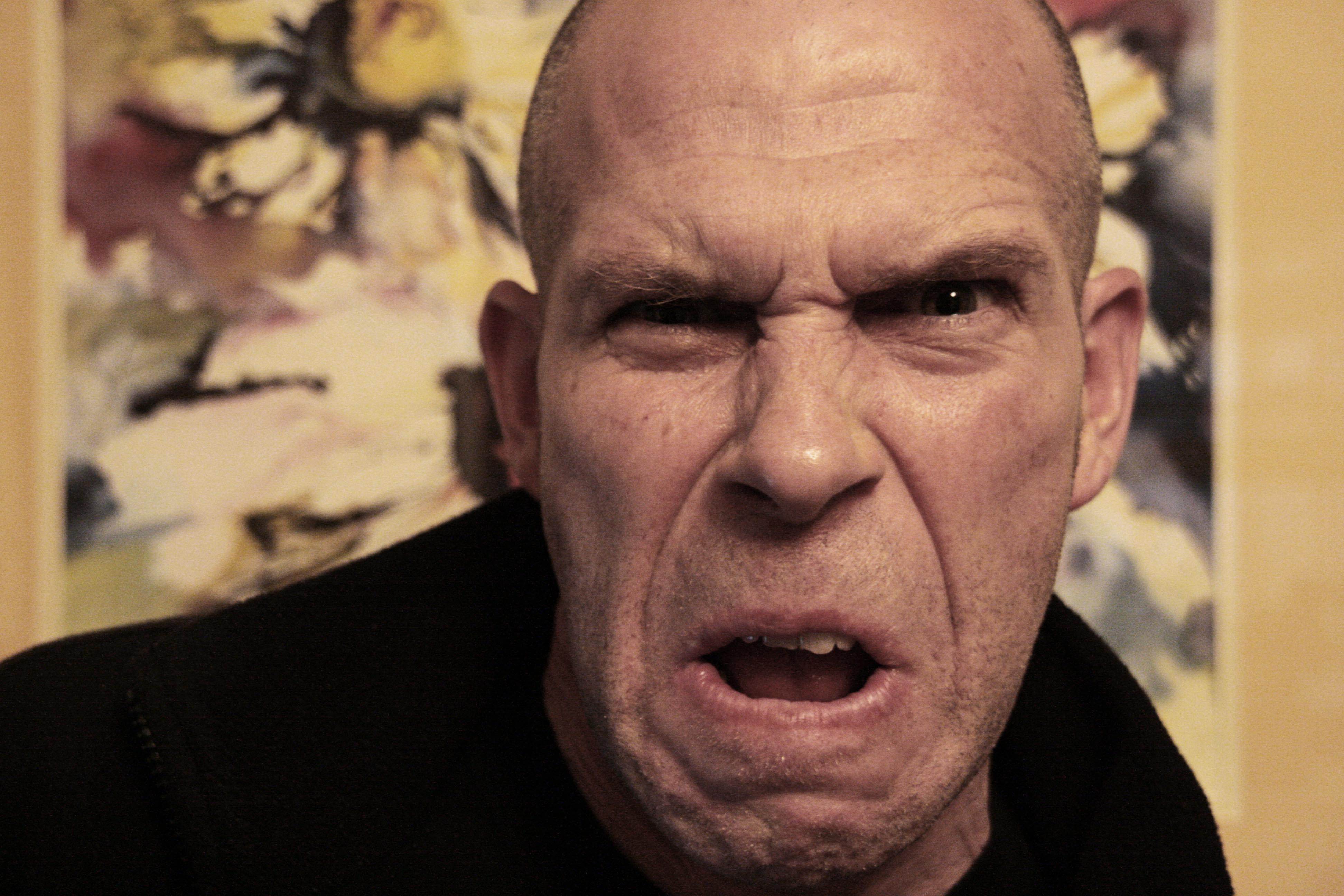
語義2　物事が時の経過とともに、ある状態を深めながら進んでゆく。
画像は怒りが我慢ならないレベルまで進行した男性の表情。

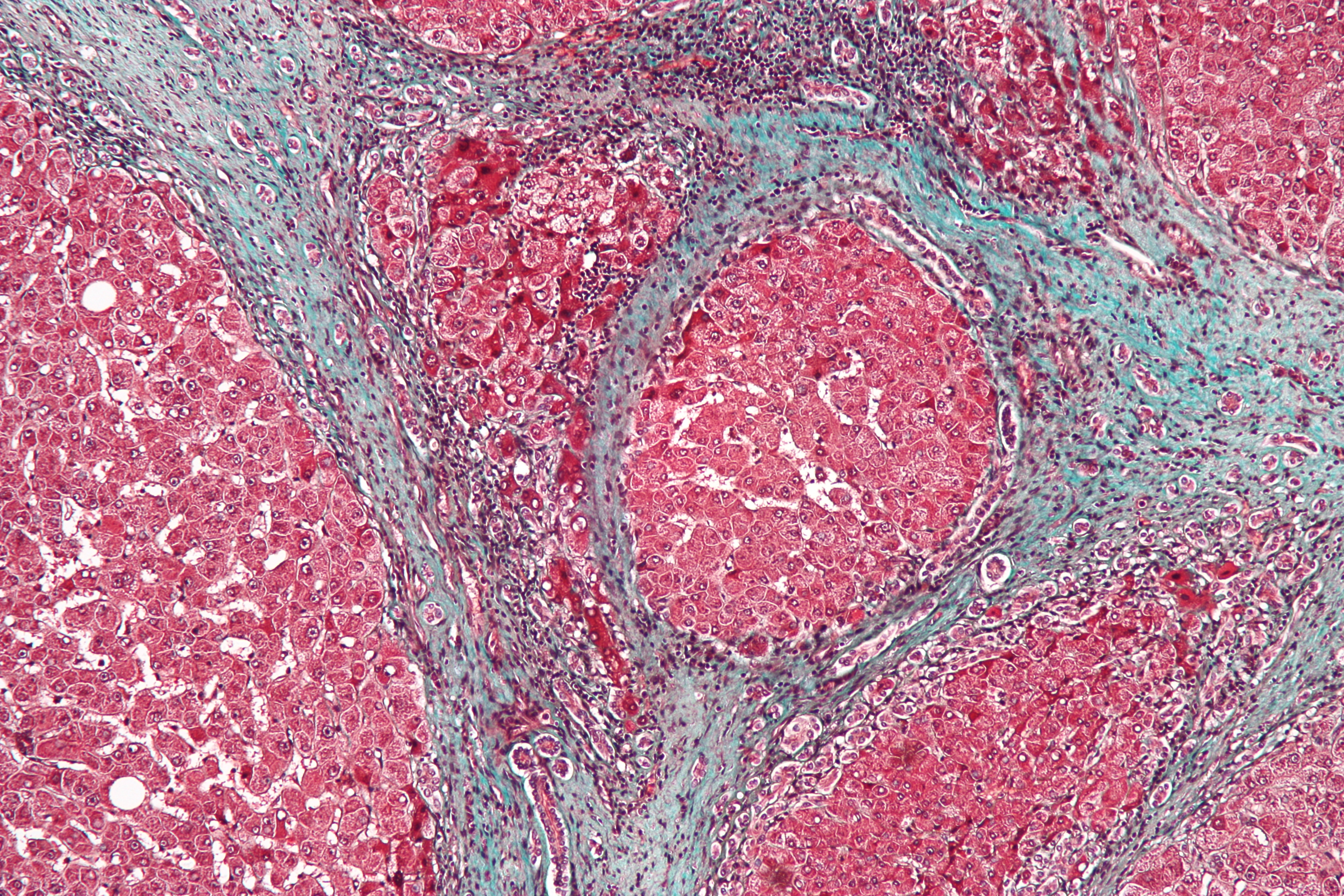
語義2　画像は肝硬変が進行した患者の肝細胞。

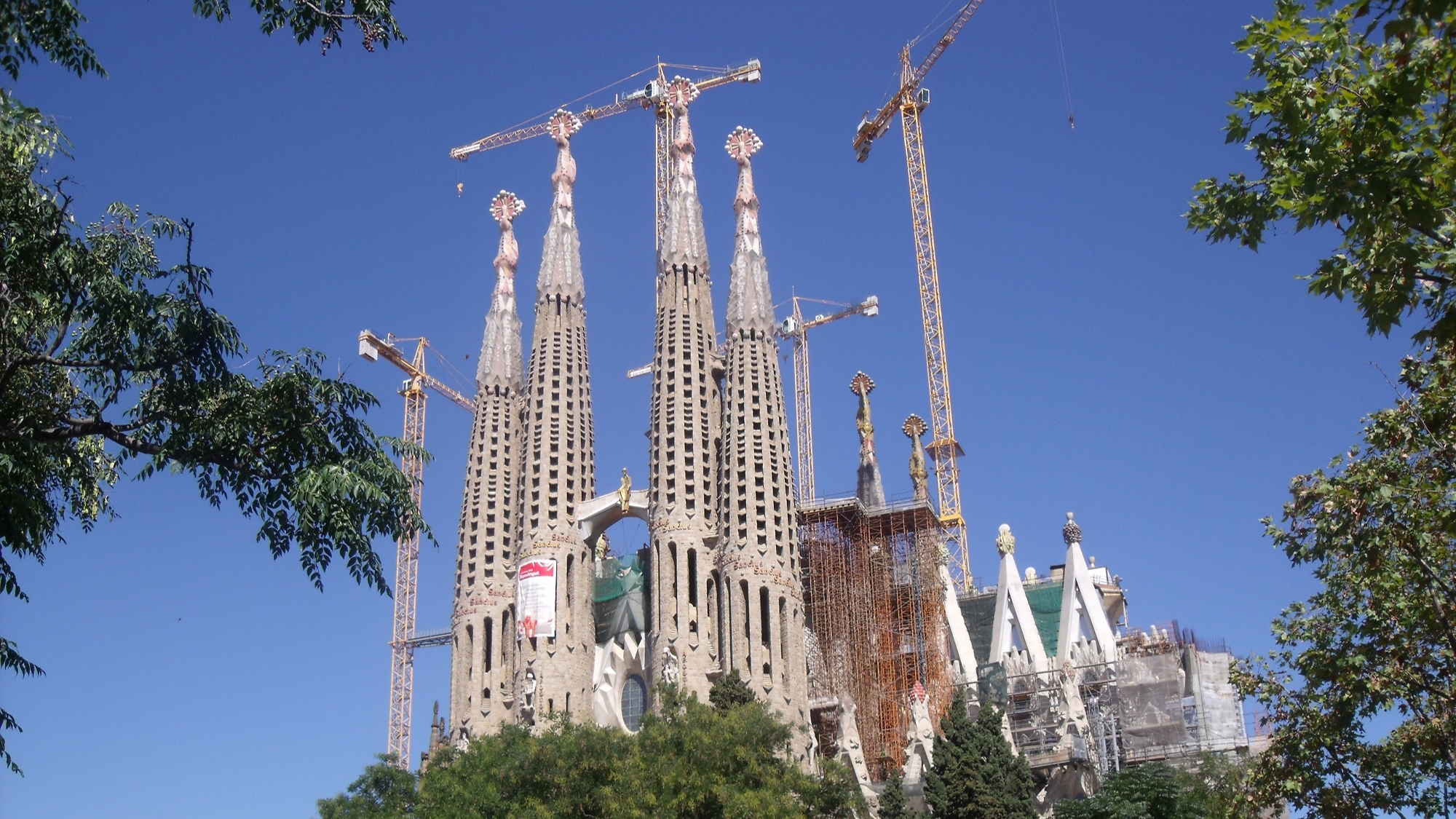
語義3　計画に沿って物事がはかどる。／はかどっているのかいないのか。画像は建設中のサグラダ・ファミリア。

1. 前へ進むこと。ある場所に向かって移動すること。[1][2][3]
2. 物事が時の経過とともに、ある状態を深めながら進んでゆくこと[3]。病状などが悪化することもいう[1]。
3. あらかじめ考えていた線に沿って物事がはかどること[1][2][3]。はかどらせること[2][3]。活動・作業などを進めること[1]。
4. 《音楽用語》 音が次の音に動くこと。また、その動き方。二音の動きには平進行・反進行・斜進行の3種類がある。[3]

## 空間的進行
信号機の青は、「進行」（または注意通行）といって、進むことができるという意味を持つ。
鉄道関係ではある区間にある信号をその区間の許容最高速度で通過してよいという意味を持ち、「出発進行」という指差喚呼の言葉は出発信号機が進行であることを示す（よく出発と間違えられるが、列車は定刻にならないと発車しない）。

## 症状の進行
医学・医療等の分野では、症状が進行する見込みの高いことを日本語で進行性という。英語（事実上の国際共通語）でも多義語 "progressive（日本語音写例：プログレッシブ）" の一語義である。例えば progressive paralysis は「進行性麻痺」のこと。現在進行しているというよりも「進行した」というニュアンスを強く表現する場合は "advanced" を用い、例えば advanced cancer、advanced-stage cancer、advancing cancer（進行がん、進行したがん、進行しているがん）などと用いる。

## 音楽における進行
音楽ではある和音からある和音に移行することを示す。

## 言語における進行
英文法には、動作や状態が継続していることをさし、その状態を指す文型に進行形（be …ing）がある。これは過去進行形、現在進行形、未来進行形の3種があり、日本語では「動詞の連用形+ている」が相当する。